# Réticulum endoplasmique rugueux
Pour les articles homonymes, voir RER et REG.

Schéma d'une cellule animale, le réticulum endoplasmique rugueux étant représenté en rose.

Le réticulum endoplasmique rugueux (RER) ou granuleux (REG), encore appelé ergastoplasme, est un organite présent dans les cellules eucaryotes. C'est l'un des deux types de réticulums endoplasmiques, caractérisé par la présence de ribosomes qui lui donnent un aspect rugueux. Selon le type cellulaire, le REG va prendre des noms différents comme au niveau des neurones : corps de Nissl.

## Découverte
On doit à Charles Garnier (1875-1958), un élève d’Auguste Prenant de l’École morphologique de Nancy, la découverte en 1897 de la fonction des « filaments » appelés par lui ergastoplasme, découverte reprise dans sa thèse de médecine en 1899. Garnier a montré que l’ergastoplasme se développait considérablement lorsque la cellule était en phase de sécrétion et que ce développement était associé à la réception par l’ergastoplasme de filaments émis par le noyau (que nous savons aujourd’hui être de l’ARN messager).

## Organisation et localisation
L'immense majorité des cellules contiennent du REG et son abondance est proportionnelle aux besoins en biosynthèse des protéines.
Par exemple la cellule musculaire striée squelettique est riche en REL mais aussi en REG car de très nombreuses protéines contractiles d’actine et de myosine doivent être synthétisées pour permettre la contraction musculaire.

### Localisation
La localisation du REG dans une cellule est spécifique de chaque type cellulaire et reflète la compartimentation fonctionnelle du cytoplasme : on va trouver du REG dans des positions spécifiques.
Par exemple, dans la cellule pancréatique exocrine, qui produit des grains de sécrétions destinés à être libérés au niveau du tube digestif (synthèse de protéines dans l’ergastoplasme, maturation de ces protéines via diverses modifications dans l'appareil de Golgi, libération sous forme de grain), le REG est abondant au pole basal (laissant la place aux grains de sécrétion à l'extrémité apicale).
D'autre part, dans le neurone qui est une cellule compartimentée avec un corps cellulaire au niveau duquel on trouve un noyau et des dendrites, on trouve du REG concentré au niveau du corps cellulaire et des dendrites mais pas dans l’axone ni dans la synapse car il n'y a pas de phénomène de protéosynthèse à ces niveaux.

### Structure
Le réticulum endoplasmique est un organite, c'est-à-dire une sous-compartimentation de la cellule. Il est composé d'une membrane délimitant sa lumière. À certains endroits, la surface de la membrane du réticulum est couverte de ribosomes.

### Aspect
(Le REG peut se visualiser en microscopie optique : on le voit sous forme d’accumulations de mottes que l’on peut mettre en évidence avec des colorations spécifiques, par exemple des colorations qui vont mettre en évidence les ARN comme le cresyl violet ; le réticulum étant très riche en ARN (contient les ARNm, les ARNr et les ARNt))[réf. souhaitée]
Sous microscopie électronique, il garde le même aspect général qu’en microscopie optique c'est-à-dire la présence de cytomembranes alignées avec un contenu peu dense aux électrons et sur la partie externe des cytomembranes, l’alignement de ribosomes donnant au réticulum rugueux son aspect caractéristique.

## Fonction majeure: la biosynthèse des protéines

Traduction génétique: Le ribosome est vert et jaune, les ARNt sont bleu foncé, les autres protéines impliquées bleu clair et le réticulum endoplasmique est gris.

Les fonctions du REG sont beaucoup plus focalisées que celles du REL : elles concernent la biosynthèse des protéines. L’organisation et les modalités de production des protéines à l’intérieur des différents types cellulaires constituent des événements complexes. Contrairement à la protéosynthèse via les ribosomes libres présents dans le cytosol, la protéosynthèse du REG fournit des protéines membranaires, des protéines destinées à la sécrétion ou des protéines destinées aux autres organites.
L’élément de base de la production des protéines est le polysome. On peut le trouver soit sous forme libre dans le cytosol, dans le hyaloplasme, soit associé à des RE = ergastoplasme. Le polysome comprend un ARNm transcrit à partir du gène de 5’ en 3’. Cet ARNm est associé à des ribosomes.
Les ribosomes sont constitués d’association d’ARNr et de protéines. Ces ARNr sont issus du nucléole et subissent une maturation particulière telle que sont produits à partir du nucléole des précurseurs ARN de haut poids moléculaire qui vont être fragmentés, modifiés pour donner des particules d’ARNr constituant les ribosomes.
On aura une synthèse de protéines ribosomiques et l’association de ces protéines et de ces ARNr va donner deux constituants du ribosome : petite sous unité du ribosome et grande sous unité.
Pour qu’il y ait un ribosome fonctionnel, il faut qu’il y ait association des grandes et des petites sous unités.
Entre le moment où démarre la production et celui où la protéine est insérée dans les modalités de fonctionnement de la cellule ou de l’organisme, il se passe de très nombreux événements au niveau du polysome et du RE mais aussi dans l’ensemble de la cellule.
Exemple : la production de l’insuline (hormone constituée de deux peptides) commence dans le REG sous forme de la préproinsuline qui a une centaine d’acides aminés et se termine à l’intérieur des grains de sécrétion après une série de fragmentations de la molécule, après modification de sa conformation spatiale(acquisition de la conformation 3Ds de la molécule), après glycosylation, déglycosylation, phénomène de sulfatation, etc.
La traduction à l’intérieur du REG n’est donc que le point de départ qui va mener chacune de ces protéines vers sa destination finale (orientation et tri) et vers sa conformation pour arriver au produit final.